# 메르세데스-벤츠 아록스
메르세데스-벤츠 아록스(영어: Mercedes benz Arocs)는 독일 다임러 트럭이 생산하는 대형 트럭으로 2013년에 출시되었다.

## 개요
이 트럭은 건축 운반용으로 2개에서 4개까지의 차축과 덤프 트럭, 믹서 트럭, 트레일러 운송으로 가능하다. 무게의 경우 18톤부터 41톤까지 다양하다. 아록스의 변종으로 로더와 그라운더가 있으며 무게가 두꺼운 9mm 프레임 레일 중장비 유형이 있다.

## 엔진
- 전 차량 엔진이 유로 6 엔진으로 구성되었다.[4]
- OM473
- OM471
- OM470
- OM936

## 미디어 게임에서의 등장
- 3D운전교실에서 NPC로 등장한다.

## 사진

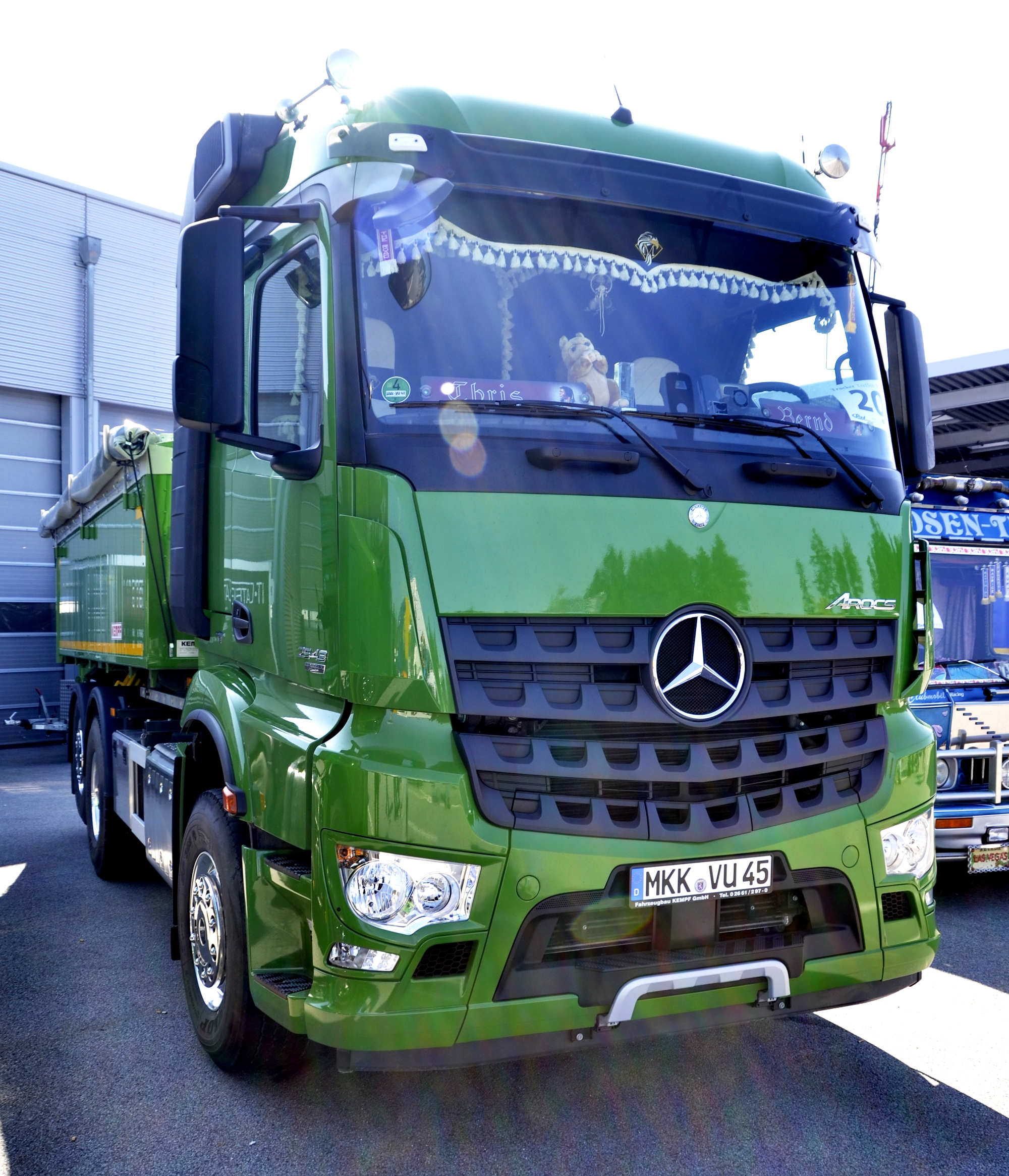
메르세데스-벤츠 아록스 6x6
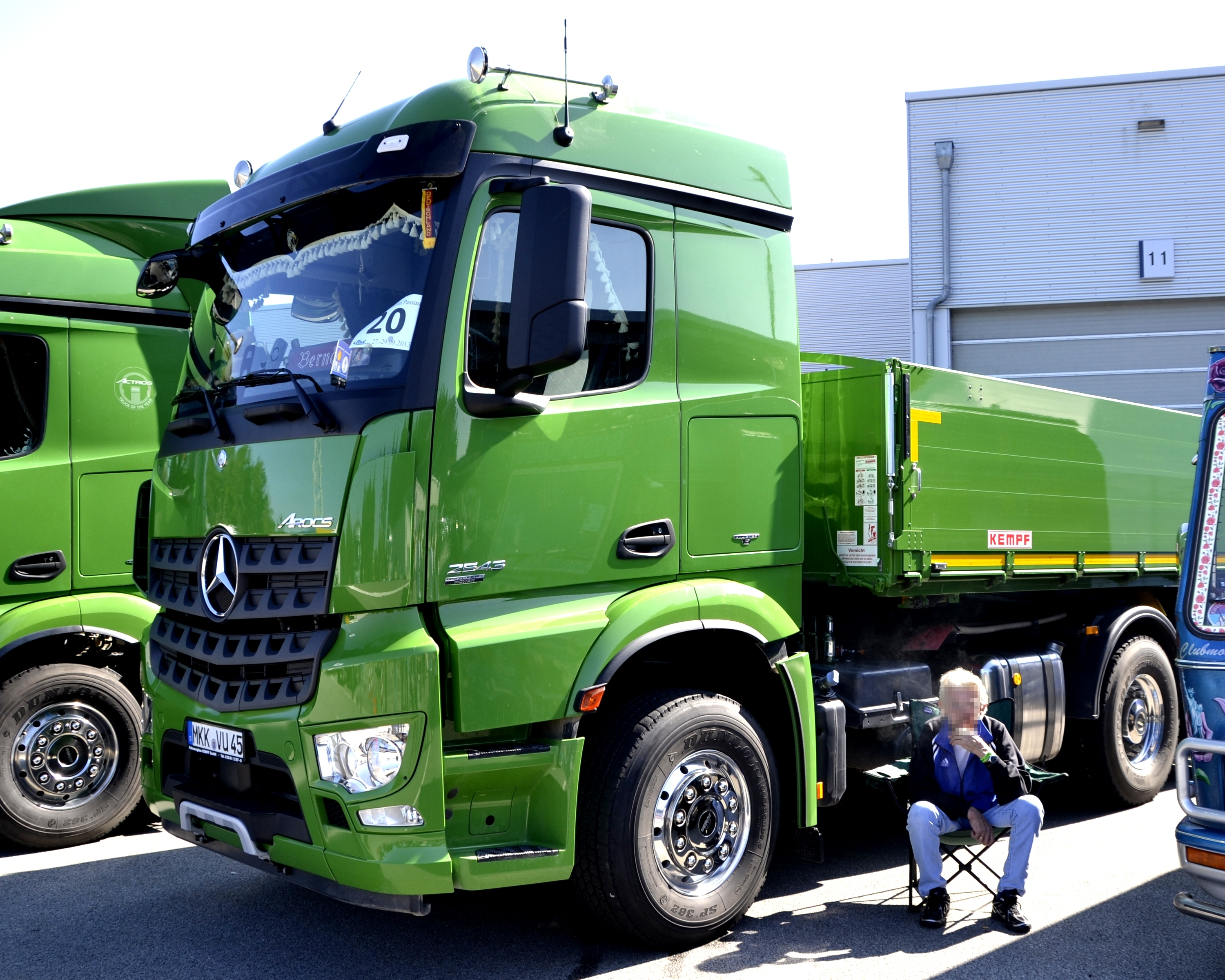
메르세데스-벤츠 아록스 6x6 옆면
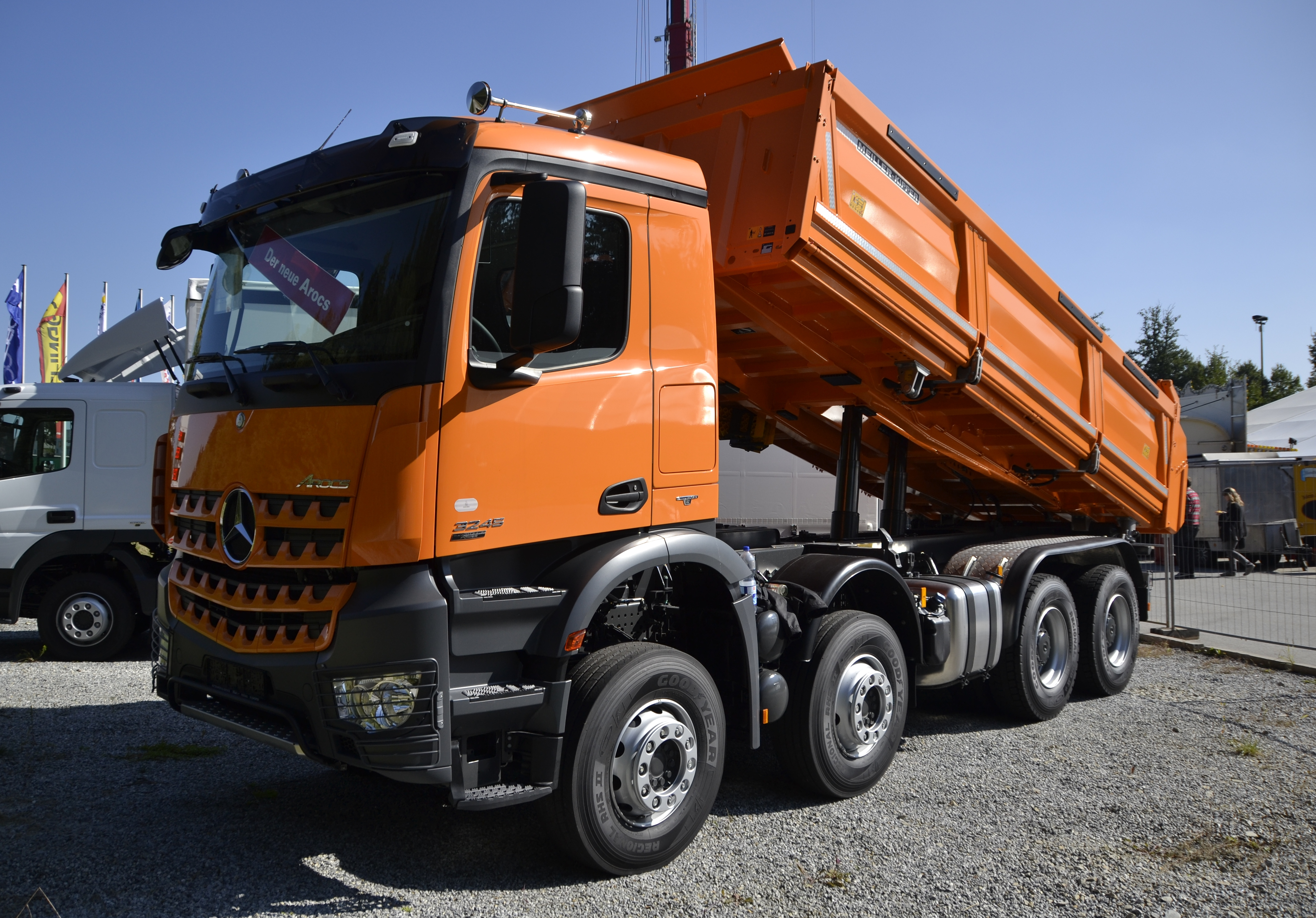
메르세데스-벤츠 아록스 8x8 덤프 트럭